# Ne bis in idem
Ne bis in idem (také non bis in idem, latinsky „ne dvakrát o tomtéž“) je právní princip, znamenající, že nelze rozhodovat dvakrát o téže věci.
K tomuto principu se vztahují dvě procesní podmínky:
- podmínka litispendence (v 1. p. lis pedens, spočívající spor)
- podmínka rei iudicatae, v 1. p. res iudicata